# Skarbek z Gór
Rycerz Abdank Skarbek z Gór – postać literacka, stworzona przez Henryka Sienkiewicza w powieści Krzyżacy. Jeden z największych rycerzy, „których sława grzmiała szeroko w Polsce i za granicą”.
Postać wzorowana była na autentycznej postaci – Jakuba Skarbka z Góry (zm. 1438 r.) rycerza w służbie króla Zygmunta Luksemburskiego, od 1410 r. w służbie króla Władysława II Jagiełły, który odznaczył się męstwem w bitwie pod Grunwaldem. W 1414 r. poseł Władysława Jagiełły do Turcji.